# Байдебура, Павел Андреевич
Павел Андреевич Байдебура (1 марта 1901, Нерубайка, Киевская губерния — 26 января 1985 Донецк) — украинский советский писатель, председатель правления Донецкой организации союза писателей.

## Биография
Родился 1 марта 1901 года в деревне Нерубайка.
В 1920-х годах переехал в Донбасс. C 1922 по 1924 год участвовал в Гражданской войне в рядах РККА. Работал на шахте № 2 «Краснодон». Публиковал в донецких газетах стихи и рассказы.
Учился в Харьковском коммунистическом университете с 1927 по 1930 год, затем переехал в Алчевск, позже вернулся в Харьков.
В Харькове Байдебура работал заведующим отдела газеты «Харьковский пролетарий», оргсекретарём Харьковской организации союза писателей Украины, редактором республиканского издательства «Искусство и культура». Жил в доме «Слово».
Работал редактором шахтной газеты «Углекоп».
Во время Великой Отечественной войны пошёл на фронт добровольцем. Работал корреспондентом фронтовой газеты «Знамя Родины».
В послевоенное время в течение двадцати лет возглавлял Донецкую организацию союза писателей Украины.
Автор 30 книг.
С Донбассом связаны книга Байдебуры «Земля Донецкая» (1944), рассказы «Месть» и «Мария», а также детские книги «Дети шахтёров», «Тайна степного шурфа», «Как мы шахту строили»
Умер 26 января 1985 года. Похоронен на Мушкетовском кладбище Донецка.

## Память

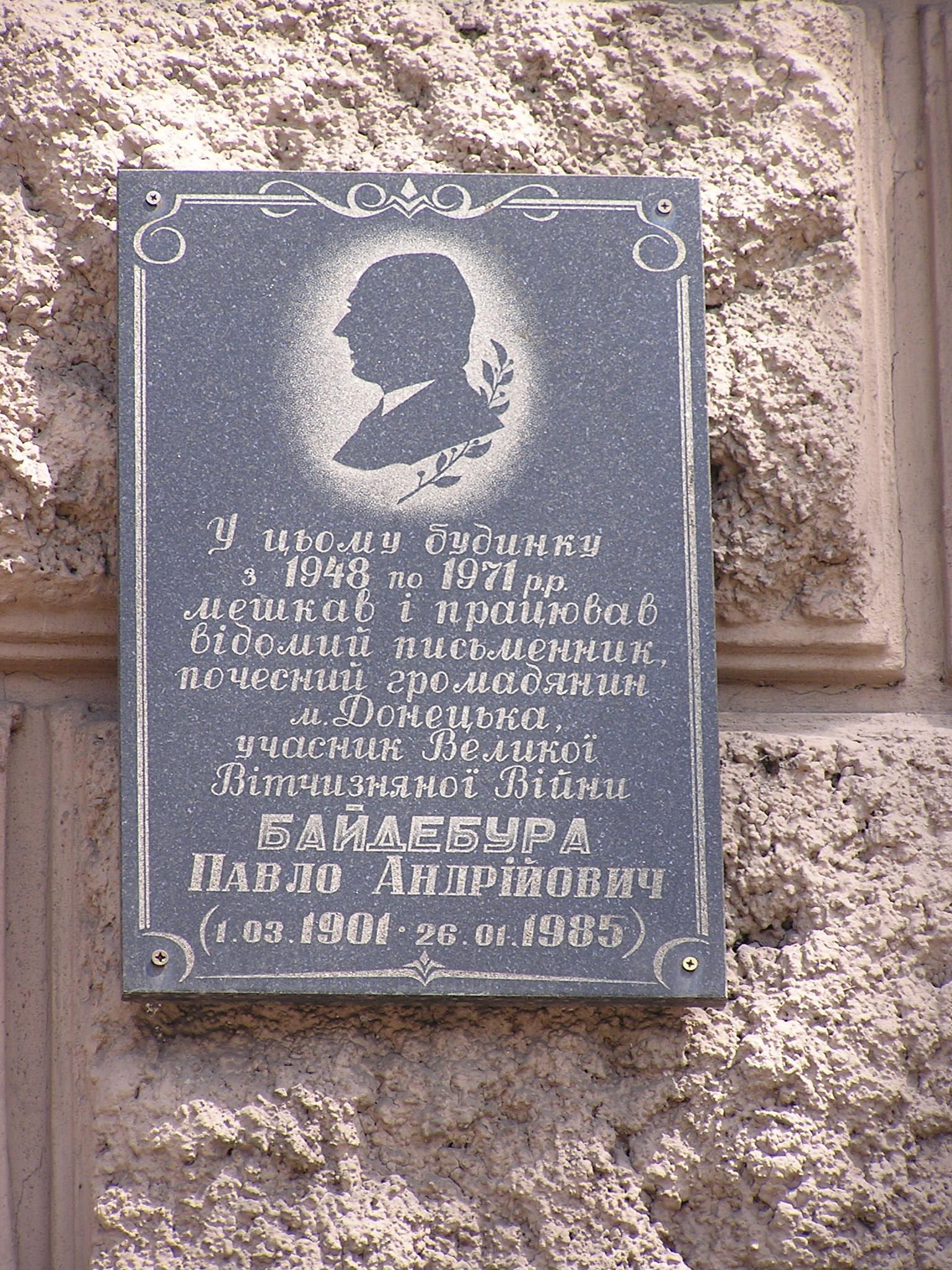
Мемориальная доска в Донецке на здании, в котором жил Байдебура с 1948 по 1971

- Именем Байдебуры названа одна из улиц Донецка.
- В память Павла Андреевича проводится областная литературная премия, которая названа его именем[1].
- В Донецке на здании, в котором жил Байдебура с 1948 по 1971 год установлена мемориальная доска.

## Награды и звания
- 2 ордена Трудового Красного Знамени (24.11.1960; 02.07.1971)
- орден Дружбы народов (27.02.1981)
- орден «Знак Почёта» (23.01.1948)
- медали
- Почётный гражданин Донецка (1976)

### Публикации Байдебуры
- Байдебура П. А. Кривою дорогою .Оповідання та повістi. — Сталіно: Сталіно-Донбас, 1959.
- Байдебура П. А. Вогонь землі : Роман, оповідання / П. А. Байдебура; Вступ. ст. Є. Волошка, Худож. В. С. Шендель. — Донецьк : Донбас, 1981. — 350 с. : іл. — (Б-ка «Заграва»)
- Байдебура П. ВИБРАНІ ТВОРИ. СПОГАДИ ПИСЬМЕННИКА. ДОСЛІДЖЕННЯ ТВОРЧОСТІ. — ДОНЕЦЬК: СХІДНИЙ ВИДАВНИЧИЙ ДІМ, 2001 . — 219 С. — 966-7804-09-7
- Байдебура П. А. Зелене полум’я : Оповідання та повісті / Павло Байдебура; Післямова А. Клоччя . — Донецьк : Донбас, 1970. — 280 с.
- Байдебура П. А. На оновленій землі / П. А. Байдебура. — К. : Держ. літ. вид-во, 1938. — 34 с. — 0,65 грн.
- Байдебура П. Искры гнева : Роман. Рассказы / Павел Байдебура; Авториз. пер. с укр. В. Ямпольского. — М.: Сов. писатель, 1980 . — 431 с.
- Байдебура П. А. Зустріч : Повість та оповідання / П. А. Байдебура. — К.: Дніпро, 1969. — 272 с.
- Байдебура П. А. Його романтика : Оповідання / П. А. Байдебура. — Донецьк: Дон. кн. вид-во, 1963. — 170 с.
- Байдебура П. А. Іскри гніву; Фортеця : Повісті / П. А. Байдебура. — К. : Рад. письменник, 1974. — 282 с.
- Байдебура П. Утренние зарницы : Рассказы / П. Байдебура; Пер. с укр. В. А. Ямпольского. — Донецк: Донбасс, 1989 . — 140 с. — 5-7740-0101-6
- Байдебура П. А. Таємниця степового шурфу : Для серед. шк. віку : Повість / П. А. Байдубура; Передм. В. Соколов, Іл. О. Губов . — К. : Веселка, 1976. — 142 с. : іл.
- Байдебура П. А. Вогонь землі: Роман, оповідання / П. А. Байдебура; Худож. О.І. Ніколаєць. — К.: Дніпро, 1979 . — 494 с. : іл. — (Б-ка «Заграва»). — 2.10.
- Байдебура П. А. На степовому розгоні : Повісті / П. А. Байдебура; Іл. А.І. Глущенко. — Донецьк: Донбас, 1976 . — 311 с. : іл. — 0,69 грн.
- Байдебура П. Так буде: Оповідання / П. Байдебура // Донеччино моя! Антологія творів майстрів худож. слова Донбасу . 2007 . 463 с. — С.75-81.
- Байдебура П. А. Малий Тимко [ Текст ] : [оповідання та біогр. довідка] / П. А. Байдебура // Весна Победы : писатели и поэты Донбасса о Великой Отечественной войне. 2010. 431 с. — С. 52-57.

### Публикации о Байдебуре
- Письменники Радянської України. 1917—1987: Біобібліографічний довідник/ Упорядники В. К. Коваль, В. П. Павловська.— К.: Рад. письменник, 1988.—719 с.
- Письменники Радянської України: Біобібліографічний довідник /Упорядник Олег Килимник.— К.: Рад. письменник, 1960.—579 с.